# 청룡초등학교 (충남)
청룡초등학교는 대한민국 충청남도 보령시에 있는 공립 초등학교이다.

## 학교 연혁
- 1940. 08. 31 청룡공립심상소학교 개교(2학급)
- 1941. 04. 01 청룡공립국민학교로 개칭
- 1950. 04. 01 청룡국민학교 개칭
- 1969. 03. 01 청파국민학교 분리 승격
- 1996. 03. 01 청룡초등학교로 개칭
- 2002. 03. 01 고대분교, 장고분교 본교로 편입
- 2014. 02. 13 제71회 졸업(10명 총 졸업생수 6298명)
- 2014. 03. 01 본교7, 고대1, 장고2, 유치원 2학급 인가
- 2015. 02. 05 제72회 졸업(13명 총 졸업생수 6313명)
- 2016. 03. 01 본교7, 고대1, 장고2, 유치원 2학급 인가
- 2016. 03. 02 입학식 - 13명(본교 : 9명, 장고분교 : 4명)
- 2017. 02. 10 제73회 졸업(12명 총 졸업생수 6323명)
- 2017. 03. 01 본교7, 고대1, 장고3, 유치원 2학급 인가
- 2017. 03. 02 입학식 - 13명(본교 : 9명, 장고분교 : 4명)

## 참고 자료
- 청룡초등학교 - 한국교육학술정보원 학교알리미